# Gergana Alexandrowa
Gergana Alexandrowa (bulgarisch Гергана Александрова; * 29. Dezember 1991) ist eine ehemalige bulgarische Naturbahnrodlerin. Sie startete in der Saison 2009/2010 im Weltcup und nahm an der Europameisterschaft 2010 teil.

## Karriere
Bevor Gergana Alexandrowa erste Rennen im Naturbahnrodeln bestritt, gehörte sie bereits dem bulgarischen Kader im Kunstbahnrodeln an, nahm aber nie an internationalen Wettkämpfen teil. In der Saison 2009/2010 startete sie im Naturbahnrodel-Weltcup. Sie nahm an zwei Weltcuprennen teil, erzielte bei ihrem Debüt am 10. Januar 2010 in Umhausen als Vorletzte den 20. Platz und in ihrem zweiten Weltcuprennen in Latsch ebenfalls als Vorletzte Rang 18. Damit belegte sie im Gesamtweltcup den 22. Platz. Zwischen diesen beiden Weltcuprennen nahm sie an der Europameisterschaft 2010 in St. Sebastian teil, wo sie mit einem Rückstand von über einer Minute wiederum als Vorletzte auf Platz 16 fuhr. Sie startete auch im Mannschaftswettbewerb, kam zusammen mit Galabin Bozew und Petar Sawow aber nur auf den zehnten und letzten Platz. Zwei Wochen danach nahm sie auch an der Juniorenweltmeisterschaft 2010 in Deutschnofen teil, wo sie jedoch im ersten der drei Wertungsläufe ausfiel. Nach der Saison 2009/2010 nahm Alexandrowa an keinen internationalen Wettkämpfen mehr teil.

## Erfolge

### Europameisterschaften
- St. Sebastian 2010: 16. Einsitzer, 10. Mannschaft

### Weltcup
- Zwei Platzierungen unter den besten 20